# Jan Roth
Jan Roth (10. listopadu 1899 Náchod – 4. října 1972 Praha) byl český kameraman, dědeček fotografů Oty Pajera a Alana Pajera, pradědeček aktivistky a diplomatky Moniky MacDonagh-Pajerové a političky Kateřiny Bursíkové Jacques.

## Život
K filmu se dostal v roce 1923, nejdříve pracoval jako pomocník režiséra Karla Antona, později pracoval jako vrchní osvětlovač a technický šéf u Karla Lamače.
K funkci kameramana se propracoval během pobytu v zahraničí, do Česka se vrátil v roce 1934.
Ve filmech To neznáte Hadimršku (česká i německá verze, strážník) a Lásky Kateřiny Strnadové si rovněž zahrál, na filmu Slepice a kostelník spolupracoval jako pomocný režisér.
Jako kameraman proslul mj. tím, že dokázal využít světelné členění prostoru a šerosvit k dramatickému účinku.

## Dílo, výběr
- 1934 V cizím revíru, režie Vladimír Majer (kamera Jan Roth společně s Josefem Střechou)
- 1935 Polibek ve sněhu, režie Václav Binovec (kamera Jan Roth společně s Václavem Hanušem)
- 1935 Cácorka, režie Jan Svoboda
- 1936 Lojzička, režie Miroslav Cikán
- 1936 Irčin románek, režie Karel Hašler
- 1937 Kariéra matky Lízalky, režie Ladislav Brom
- 1938 Svatební cesta, režie Vladimír Slavínský
- 1938 Cech panen kutnohorských, režie Otakar Vávra
- 1938 Neporažená armáda, režie Jan Bor
- 1938 Jarka a Věra, režie Václav Binovec
- 1939 Kouzelný dům, režie Otakar Vávra
- 1939 Humoreska, režie Otakar Vávra
- 1939 Dívka v modrém, režie Otakar Vávra
- 1940 Muzikantská Liduška, režie Martin Frič
- 1940 Čekanky, režie Vladimír Borský
- 1943 Experiment, režie Martin Frič
- 1944–5 Rozina sebranec, režie Otakar Vávra
- 1947 Uloupená hranice, režie Jiří Weiss
- 1947 Podobizna, režie Jiří Slavíček
- 1952 Pyšná princezna, režie Bořivoj Zeman

## Ocenění
- 1937 Cena ministra průmyslu, obchodu a živností za kameru ve snímku Batalion
- 1939 Svatováclavská cena ministra průmyslu, obchodu a živností za fotografii dramatu Věra Lukášová
- 1964 Vyznamenání Za vynikající práci (u příležitosti 65. narozenin)
- 1968 Titul zasloužilý umělec